# Slag bij Nicaea
De Slag bij Nicaea vond plaats in 193. Het was een veldslag tussen twee Romeinse legers, waarbij het ene leger aangevoerd werd door keizer Septimius Severus, en het andere leger door de tegenkeizer Pescennius Niger. Het was de tweede slag tussen beide keizers en werd gewonnen door Septimius Severus.

## Achtergrond
In 193 voerde keizer Septimius Severus strijd tegen zijn rivaal Pescennius Niger. Deze maakte eveneens aanspraak op de alleen heerschappij en wilde vanuit Syrië oprukken richting Rome, het centrum van de Romeinse macht. Septimius Severus was opgetrokken tegen Pescennius Niger om diens opmars te stuiten en bij Cyzicus waren de legers al met elkaar slaags geraakt, welke slag door Septimius werd gewonnen. Pescennius had zich na de nederlaag versterkt en trok opnieuw ten strijde.
In de buurt van Nicaea botsten de legers op elkaar. Opnieuw kwam Septimius Severus als overwinnaar uit de strijd, maar evenals de vorige keer was de strijd niet beslist. Begin 194 zouden de legers elkaar nog een keer treffen in de grote vlakte van Issus.